# Comuna Cozma, Mureș
Cozma (în maghiară Kozmatelke) este o comună în județul Mureș, Transilvania, România, formată din satele Cozma (reședința), Fânațele Socolului, Socolu de Câmpie, Valea Sasului și Valea Ungurului.

## Demografie
Componența etnică a comunei Cozma
     Români (96,7%)
     Maghiari (1,36%)
     Alte etnii (1,94%)
Componența confesională a comunei Cozma
     Ortodocși (93,59%)
     Greco-catolici (2,91%)
     Alte religii (1,94%)
     Necunoscută (1,55%)
Conform recensământului efectuat în 2021, populația comunei Cozma se ridică la 515 locuitori, în scădere față de recensământul anterior din 2011, când fuseseră înregistrați 562 de locuitori. Majoritatea locuitorilor sunt români (96,7%), cu o minoritate de maghiari (1,36%). Din punct de vedere confesional, majoritatea locuitorilor sunt ortodocși (93,59%), cu o minoritate de greco-catolici (2,91%), iar pentru 1,55% nu se cunoaște apartenența confesională.

## Politică și administrație
Comuna Cozma este administrată de un primar și un consiliu local compus din 9 consilieri. Primarul, Petru Ormenișan[*], de la Partidul Național Liberal, este în funcție din 2008. Începând cu alegerile locale din 2024, consiliul local are următoarea componență pe partide politice:
|  | Partid                    | Consilieri | Componența Consiliului | Componența Consiliului | Componența Consiliului | Componența Consiliului | Componența Consiliului |
|  | ------------------------- | ---------- | ---------------------- | ---------------------- | ---------------------- | ---------------------- | ---------------------- |
|  | Partidul Național Liberal | 5          |                        |                        |                        |                        |                        |
|  | Partidul Social Democrat  | 4          |                        |                        |                        |                        |                        |

## Economie
În anul 2009, comuna Cozma era cea mai săracă din județul Mureș.

## Imagini

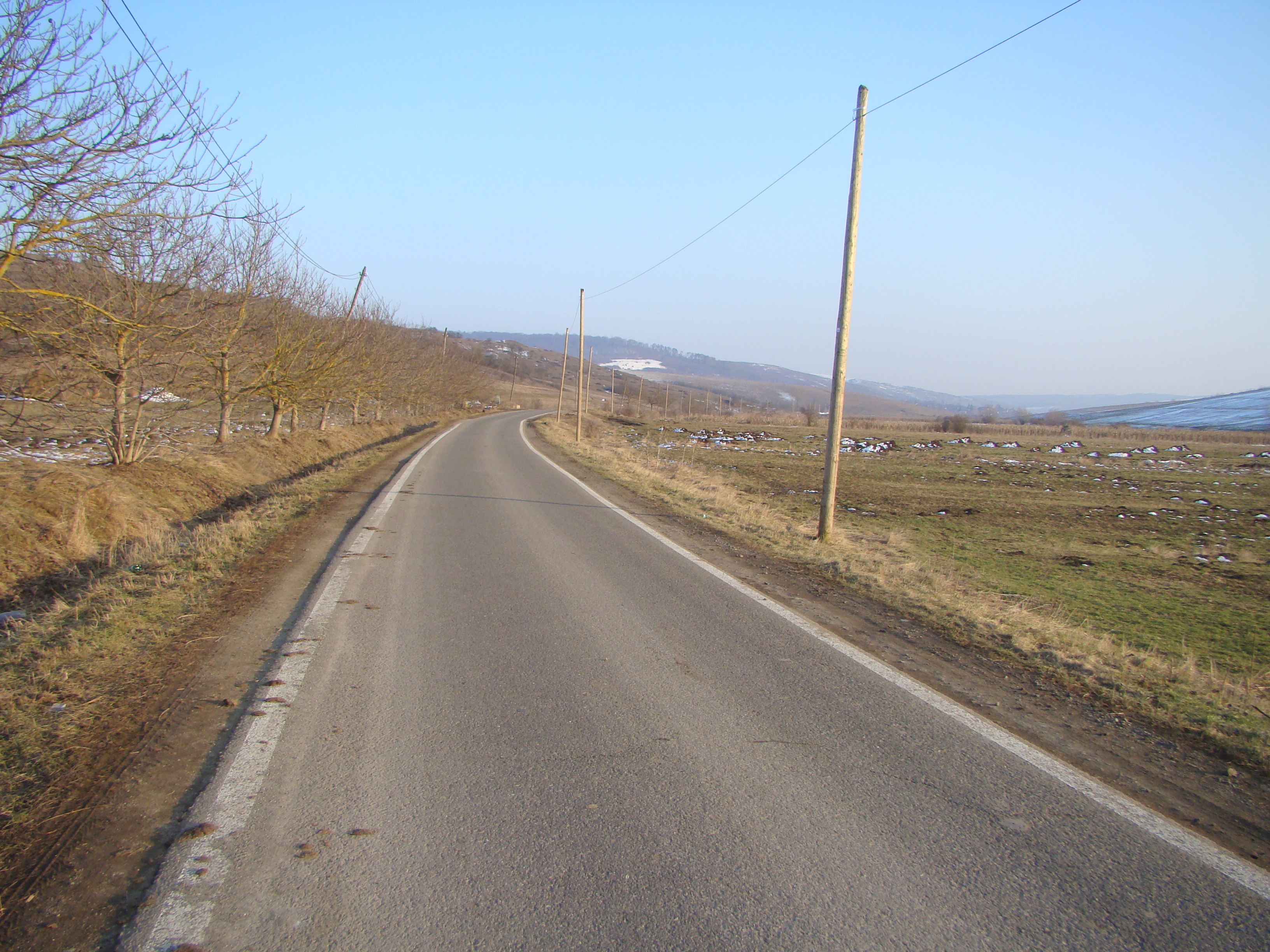
Drumul Tonciu-Cozma
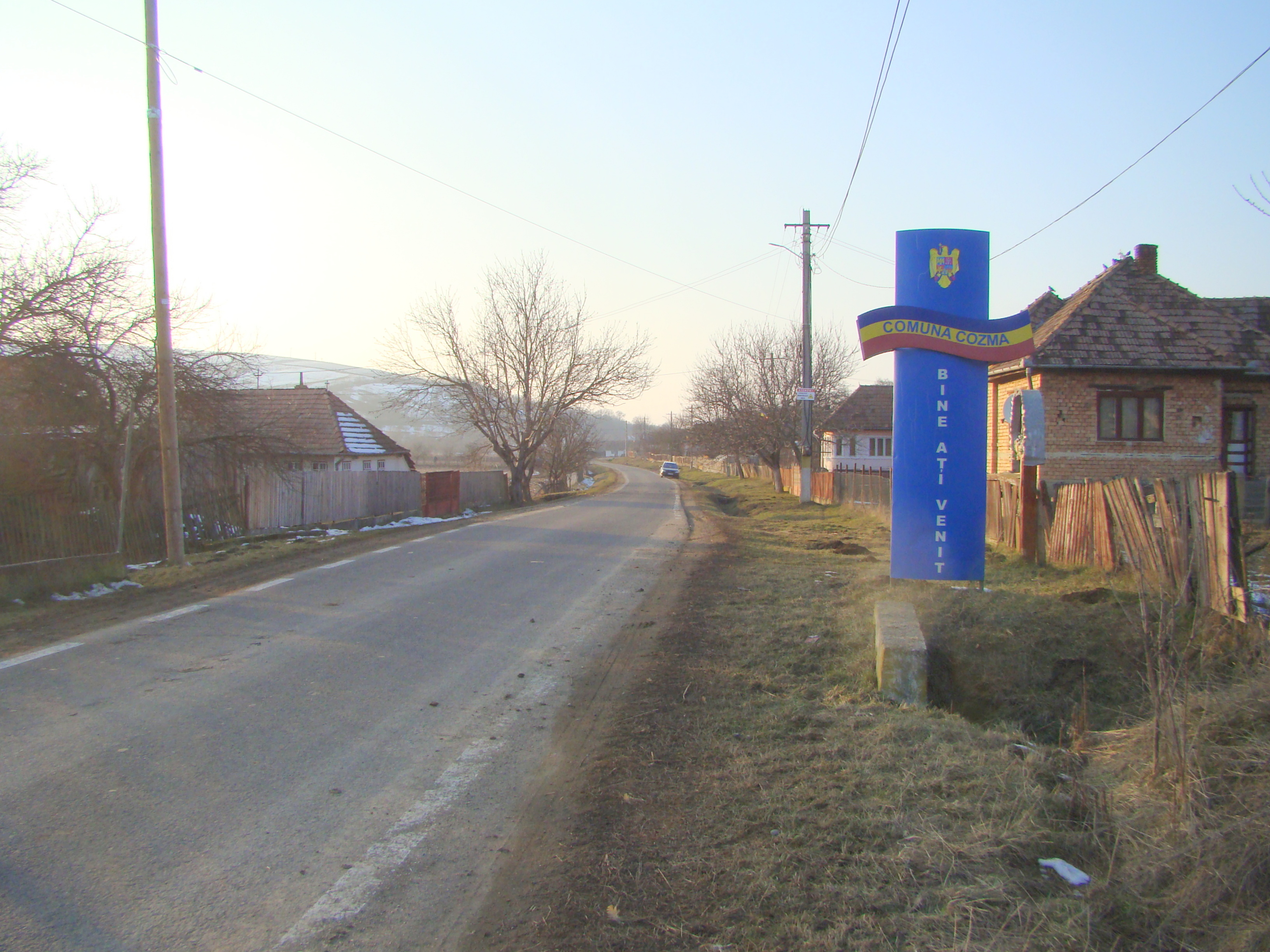
Intrarea în localitate
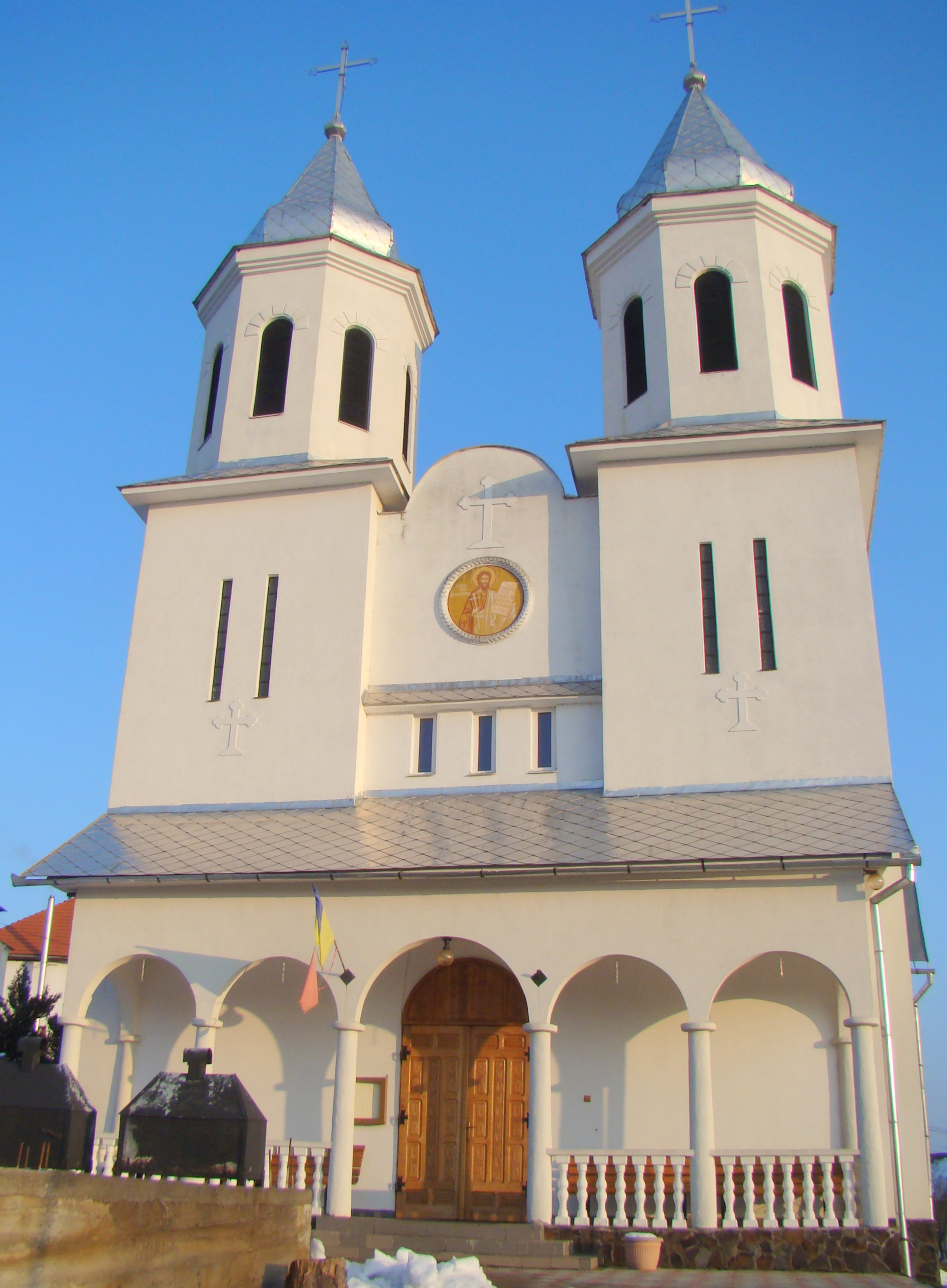
Biserica ortodoxă nouă
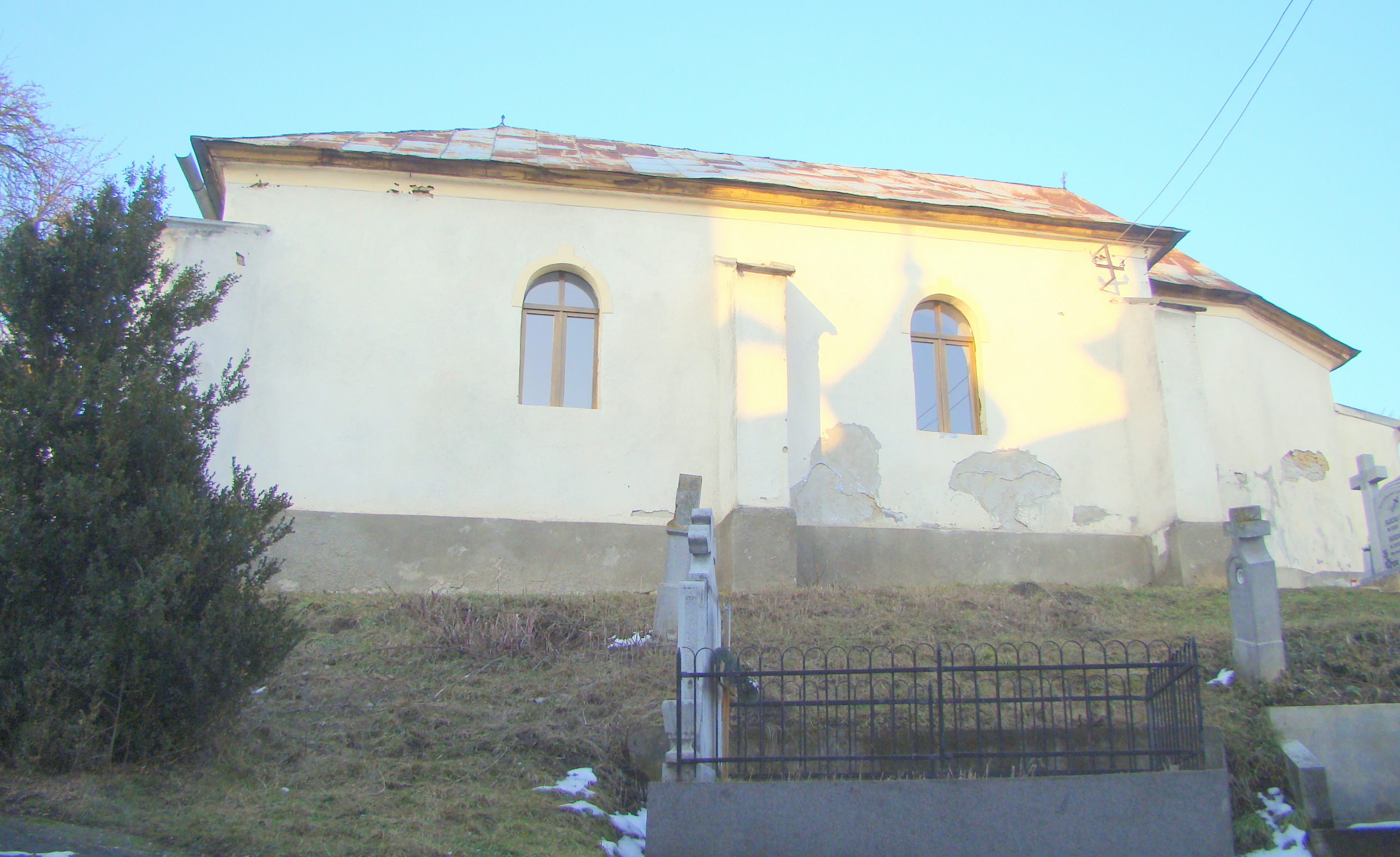
Biserica veche cu hramul „Sfinții Arhangheli” (monument istoric)
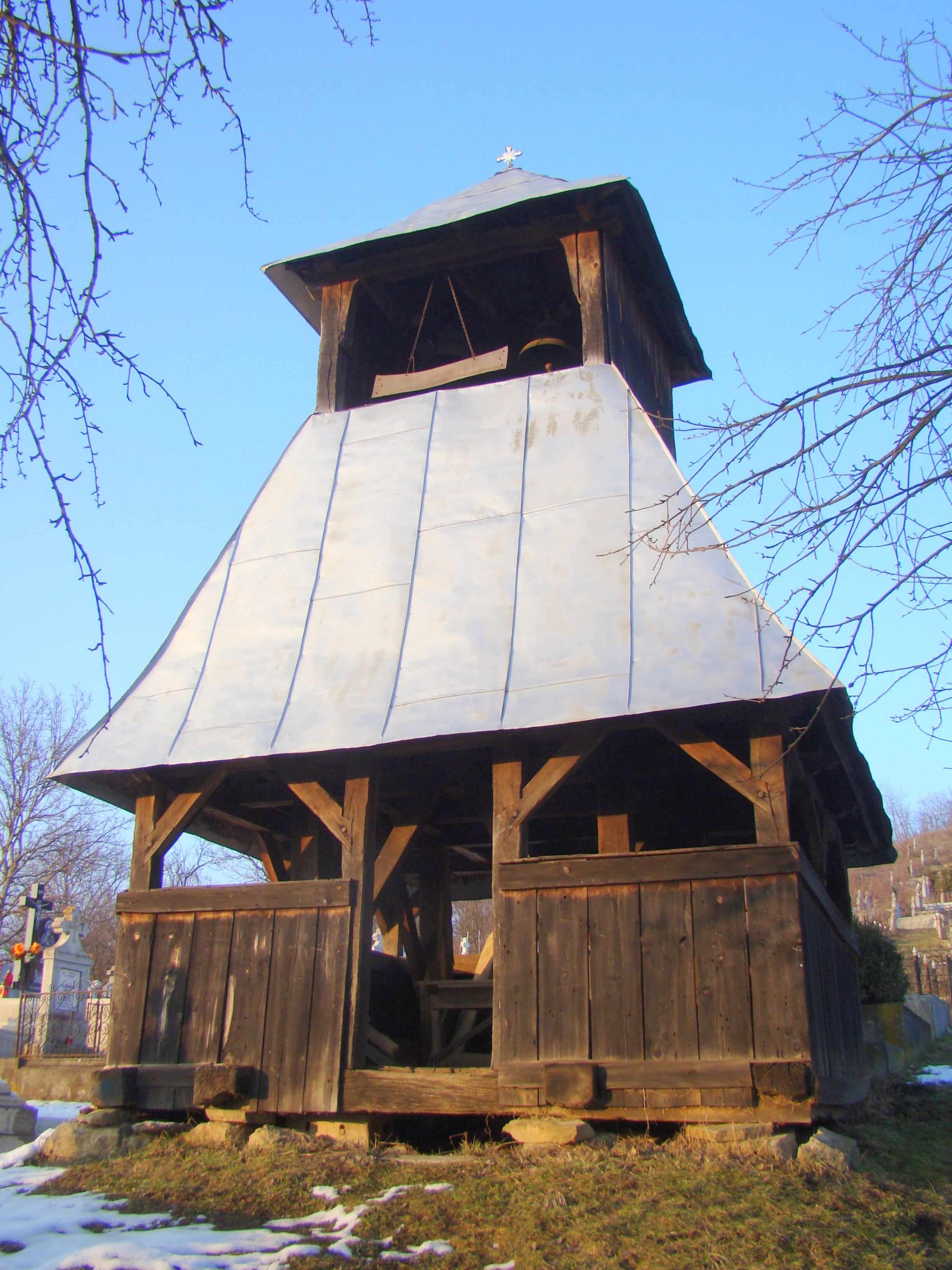
Clopotnița de lemn